# Epsilon Corvi
Epsilon Corvi (La tinh hóa từ ε Corvi, tên rút gọn: ε Crv) là tên của một ngôi sao nằm trong chòm sao Ô Nha. Tên cổ của nó là Minkar (/ˈmɪŋkɑːr/), đặt theo từ trong tiếng Ả Rập منقار minqar, nghĩa là "cái mỏ (của con quạ)". Cấp sao biểu kiến của nó là 3,024 và giá trị thị sai của nó là 10,26 nên khoảng cách của nó với Trái Đất là khoảng xấp xỉ 318 năm ánh sáng (tương đương 97,5 parsec).
Trong tiếng Trung, 軫 (Zhěn, Chẩn), còn gọi là Thiên Xa (天車) nghĩa là "xe ngựa", ý chỉ một mảng sao chứa γ Corvi, ε Corvi, δ Corvi và β Corvi.. Do vậy, ε Corvi trong tiếng Trung có tên là 軫宿二 (Zhěn Sù èr, Chẩn Tú nhị, nghĩa là sao thứ hai của Thiên Xa).
Epsilon Corvi là một sao khổng lồ đỏ với quang phổ loại K2 III. Nó đã sử dụng hết hydro tại lõi của nó để tạo ra năng lượng và tiến hóa ra khỏi dãy chính. Khối lượng của nó gấp 3 lần khối lượng Mặt Trời. Bằng đo giao thoa, đường kính góc của ngôi sao này là khoảng 4,99 mili giây cung (mas), nghĩa là với khoảng cách hiện tại của nó thì bán kính của nó gấp 52 lần bán kính Mặt Trời. Nhiệt độ hiệu dụng tại quang cầu của nó là 4.320 K, tạo nên ánh sáng màu cam đặc trưng cho một ngôi sao loại K. Nó nặng gấp 4 lần Mặt Trời và dành phần lớn thời gian tồn tại của nó trong dãy chính với quang phổ loại B5V.